# S/2022 J 3
S/2022 J 3是史考特·雪柏於2022年8月30日在智利的塞羅·托洛洛天文臺使用4.0米維克托·M·布蘭科望遠鏡發現的木星的一顆小型外層天然衛星。此一發現由小行星中心於2023年2月22日宣佈的，而在此之前已經用了够長的時間收集了足夠的觀測數據，以確認衛星的軌道。
S/2022 J 3是阿南刻群的成員之一，這是一個由木星逆行不規則衛星組成的一群衛星，它們的軌道都與阿南刻相似，軌道半長軸介於19—22 × 106 km（12—14 × 106 mi），軌道離心率在0.1至 0.4，傾角介於139°至155°。若它的反照率是0.04，則它的絕對星等H是17.4，直徑大約是1 km（0.62 mi）。